# Ламинальные согласные

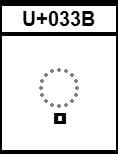
Символ ламинальной артикуляции согласных в транскрипции под местом основного буквенного символа транскрипции звука. Сверху комбинация для отображения символа в Unicode

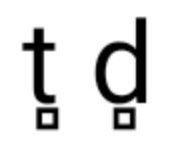
символы ламинальных согласных t̻ d̻ в международной фонетической транскрипции

Палатограммы (схематическое изображение точек соприкосновения языка с нёбом при произнесении того или иного звука) для 1) апикальных, 2) верхних апикальных, 3) ламинальных и 4) апикально-ламинальных взрывных по, стр. 16, иллюстрирующие зоны контакта языка с нёбом при артикуляции (показано серым)

Ламинальные согласные — звуки, произносимые, когда поток воздуха преграждается всем плоским концом языка. Противоположное место занимают апикальные согласные, которые произносятся только с помощью кончика языка. Это различие не особенно распространено и обычно относится только к фрикативным согласным и аффрикатам. Встречается в баскском и в сербохорватском языках.